# Берестовенька (станція)
Берестовенька (до 2025 року — Берестовеньки) — проміжна станція Харківської дирекції Південної залізниці на лінії Мерефа — Берестин між станціями Власівка (19 км) та Берестин (18 км). Розташована в однойменному селі Харківської області.

## Пасажирське сполучення
На станції Берестовенька зупиняються приміські поїзди сполученням Харків — Берестин.